# Максишко Денис Костянтинович
Денис Костянтинович Максишко (11 вересня 1982, м. Запоріжжя — 14 березня 2022, с. Прибузьке, Миколаївська область) — старший лейтенант Збройних сил України, учасник російсько-української війни, що загинув під час російського вторгнення в Україну 2022 року, Герой України з удостоєнням ордена «Золота Зірка» (2022, посмертно).

## Життєпис
Народився 11 вересня 1982 року в місті Запоріжжя. У 2004 році закінчив юридичний факультет Запорізького національного університету. В цьому ж виші працює його мама — завідувачка кафедри економічної кібернетики, доктор економічних наук, професорка Наталія Костянтинівна Максишко. У 2014 року пішов добровольцем в складі українського корпусу «Правий Сектор» кулеметником.
Служив командиром батареї 28-ї окремої механізованої бригади імені Лицарів Зимового Походу.
14 березня 2022 року загинув під час контрнаступу Збройних Сил України під Миколаєвом. У районі населеного пункту Прибузьке Миколаївської області військові під його керівництвом знищили російський блокпост, вивели з ладу техніку та знищили частину особового складу, але під час переміщення в район запасних вогневих позицій потрапили під обстріл ворожої артилерії та авіації.
17 березня 2022 року похований у селі Визирка Одеської області. В Дениса залишилася мати, дружина, та діти.

## Нагорода
- звання «Герой України» з удостоєнням ордена «Золота Зірка» (2022, посмертно) — за особисту мужність і героїзм, виявлені у захисті державного суверенітету та територіальної цілісності України, вірність військовій присязі.

## Вшанування пам'яті
У місті Одеса перейменують вулицю Марії Демченко на вулицю Дениса Максишка.